# Mühlbach und Fels

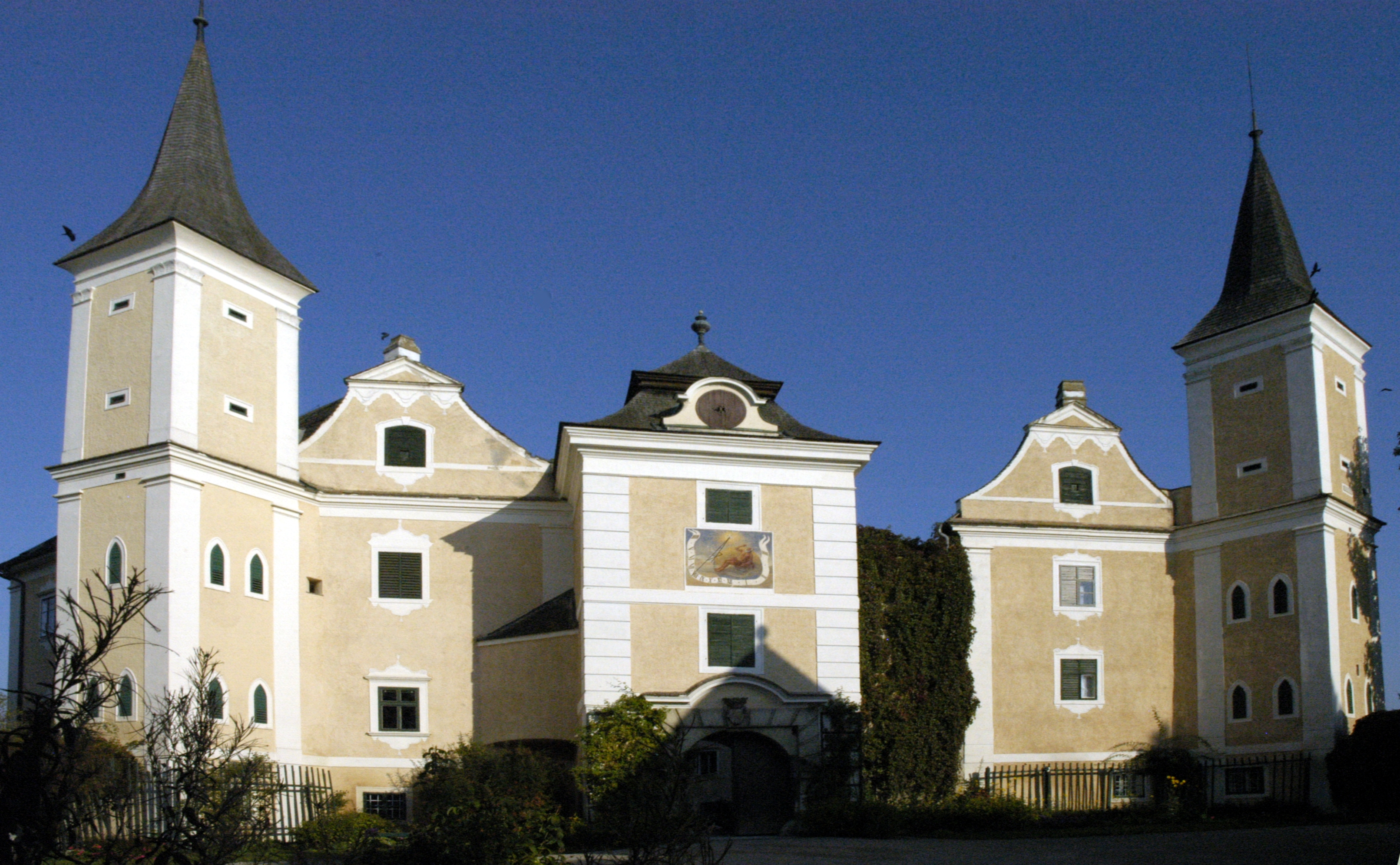
Schloss Mühlbach, Sitz der Verwaltung (2011)

Die Herrschaft Mühlbach und Fels war eine Grundherrschaft im Viertel unter dem Manhartsberg im Erzherzogtum Österreich unter der Enns, dem heutigen Niederösterreich.

## Ausdehnung
Die Herrschaft umfasste zuletzt die Ortsobrigkeit über Mühlbach, Zemling, Ebersbrunn und Fels. Der Sitz der Verwaltung befand sich im Schloss Mühlbach.

## Geschichte
Letzter Inhaber der Allodialherrschaft war Gabriel Johann Georg Johann Baptist Virgil Anton Freiherr von Gudenus (1795–1879). Nach der Revolution von 1848/1849 im Kaisertum Österreich wurde die Herrschaft aufgelöst.